# Arthur O'Connell
Arthur O'Connell (New York, 29 marzo 1908 – Woodland Hills, 18 maggio 1981) è stato un attore statunitense.

## Biografia
Indimenticabile volto di caratterista nel cinema americano, Arthur O'Connell iniziò la carriera con l'ingresso nel Mercury Theatre, la compagnia teatrale di Orson Welles, il quale gli affidò poi un brevissimo ruolo in Quarto potere (1941).
Attivo a Broadway nella prima metà degli anni quaranta, O'Connell si affermò anche sul grande schermo in ruoli di carattere, solitamente di perdente o alcolizzato per via del suo aspetto da individuo oppresso dalle circostanze, e fu candidato due volte all'Oscar come migliore attore non protagonista per Picnic (1955) di Joshua Logan, in cui era accanto a William Holden e Kim Novak, e per Anatomia di un omicidio (1959) di Otto Preminger, con James Stewart e Lee Remick.
Tra le sue altre interpretazioni, sono da ricordare i ruoli brillanti in Fermata d'autobus (1956), ancora diretto da Logan, e Operazione sottoveste (1959) di Blake Edwards.
Dopo una lunga serie di caratterizzazioni al cinema, O'Connell tornò ancora a Broadway e trovò nel piccolo schermo l'occasione per proseguire stabilmente la carriera, pur restando sempre legato a Hollywood. Prese parte a numerose serie televisive, tra cui Il fuggiasco e Bonanza. Dagli anni settanta fu costretto a diradare le proprie apparizioni sulle scene, a causa del deterioramento delle sue condizioni di salute.

## Filmografia parziale

### Cinema
- Open Secret, regia di John Reinhardt (1948)
- La contessa di Montecristo (The Countess of Monte Cristo), regia di Frederick de Cordova (1948)
- La città nuda (The Naked City), regia di Jules Dassin (1948)
- Il fischio a Eaton Falls (The Whistle at Eaton Falls), regia di Robert Siodmak (1951)
- Picnic, regia di Joshua Logan (1955)
- L'uomo dal vestito grigio (The Man in the Gray Flannel Suit), regia di Nunnally Johnson (1956)
- La grande sfida (The Proud Ones), regia di Robert D. Webb (1956)
- Una Cadillac tutta d'oro (The Solid Gold Cadillac), regia di Richard Quine (1956)
- Fermata d'autobus (Bus Stop), regia di Joshua Logan (1956)
- Montecarlo, regia di Samuel A. Taylor (1956)
- Off Limits - Proibito ai militari (Operation Mad Ball), regia di Richard Quine (1957)
- Il sole nel cuore (April Love), regia di Henry Levin (1957)
- Gli evasi del terrore (Voice in the Mirror), regia di Harry Keller (1958)
- Dove la terra scotta (Man of the West), regia di Anthony Mann (1958)
- I cavalloni (Gidget), regia di Paul Wendkos (1959)
- Anatomia di un omicidio (Anatomy of a Murder), regia di Otto Preminger (1959)
- Sei colpi in canna (Hound-Dog Man), regia di Don Siegel (1959)
- Operazione sottoveste (Operation Petticoat), regia di Blake Edwards (1959)
- Cimarron, regia di Anthony Mann (1960)
- Il grande impostore (The Great Impostor), regia di Robert Mulligan (1961)
- I trecento di Fort Canby (A Thunder of Drums), regia di Joseph M. Newman (1961)
- Angeli con la pistola (Pocketful of Miracles), regia di Frank Capra (1961)
- Lo sceriffo scalzo (Follow That Dream), regia di Gordon Douglas (1962)
- Il monte di Venere (Kissin' Cousins), regia di Gene Nelson (1964)
- Le 7 facce del Dr. Lao (7 Faces of Dr. Lao), regia di George Pal (1964)
- Sfida sotto il sole (Nightmare in the Sun), regia di John Derek, Marc Lawrence (1965)
- La grande corsa (The Great Race), regia di Blake Edwards (1965)
- Il terzo giorno (The Third Day), regia di Jack Smight (1965)
- El Tigre (Ride Beyond Vengeance), regia di Bernard McEveety (1966)
- Matt Helm il silenziatore (The Silencers), regia di Phil Karlson (1966)
- Viaggio allucinante (Fantastic Voyage), regia di Richard Fleischer (1966)
- L'uomo che uccise il suo carnefice (A Covenant with Death), regia di Lamont Johnson (1967)
- La forza invisibile (The Power), regia di Byron Haskin (1968)
- Il cocktail del diavolo (If He Hollers, Let Him Go!), regia di Charles Martin (1968)
- Supponiamo che dichiarino la guerra e nessuno ci vada (Suppose They Gave a War and Nobody Came?), regia di Hy Averback (1970)
- Uomini e cobra (There Was a Crooked Man...), regia di Joseph L. Mankiewicz (1970)
- L'ultima valle (The Last Valley), regia di James Clavell (1971)
- L'ultima carica di Ben (Ben), regia di Phil Karlson (1972)
- Chi ha ucciso Jenny? (They Only Kill Their Masters), regia di James Goldstone (1972)
- L'avventura del Poseidon (The Poseidon Adventure), regia di Ronald Neame (1972)
- Huckleberry Finn, regia di J. Lee Thompson (1974)

### Televisione
- The DuPont Show of the Month – serie TV, episodio 1x03 (1957)
- Goodyear Theatre – serie TV, episodio 2x17 (1959)
- Carovana (Stagecoach West) – serie TV, episodio 1x20 (1961)
- The New Breed – serie TV, episodio 1x34 (1962)
- The Dick Powell Show – serie TV, episodio 2x10 (1962)
- Sotto accusa (Arrest and Trial) – serie TV, episodio 1x21 (1964)
- La legge di Burke (Burke's Law) – serie TV, episodio 1x26 (1964)
- The Greatest Show on Earth – serie TV, episodio 1x24 (1964)
- La grande vallata (The Big Valley) – serie TV, episodio 1x05 (1965)
- Selvaggio west (The Wild Wild West) – serie TV, episodio 1x22 (1966)
- A Man Called Shenandoah – serie TV, episodio 1x31 (1966)
- Io e i miei tre figli (My Three Sons) – serie TV, episodio 9x04 (1968)
- Bonanza – serie TV, episodio 13x02 (1971)
- Il virginiano (The Virginian) – serie TV, episodio 9x23 (1971)

## Doppiatori italiani
- Manlio Busoni in La città nuda, L'uomo dal vestito grigio, Una Cadillac tutta d'oro, Dove la terra scotta, Anatomia di un omicidio
- Carlo Romano in La grande sfida, Gli evasi del terrore
- Cesare Fantoni in Cimarron, I trecento di Fort Canby
- Augusto Marcacci in Picnic
- Stefano Sibaldi in Fermata d'autobus
- Giovanni Saccenti in Operazione sottoveste
- Emilio Cigoli in Angeli con la pistola
- Lauro Gazzolo in Il monte di Venere
- Bruno Persa in La grande corsa
- Corrado Gaipa in Viaggio allucinante
- Roberto Villa in Uomini e cobra
- Enzo Tarascio in L'ultima valle
- Nino Dal Fabbro in L'avventura del Poseidon
- Carlo Valli in Lo zio dello scimpanzé (doppiaggio tardivo)

## Riconoscimenti
- Premi Oscar 1956 – Candidatura all'Oscar al miglior attore non protagonista per Picnic
- Premi Oscar 1960 – Candidatura all'Oscar al miglior attore non protagonista per Anatomia di un omicidio